# Konvergenzbereich
Ein Konvergenzbereich ist in der Analysis, einem Teilgebiet der Mathematik, einer Funktionenfolge oder (häufiger) Funktionenreihe zugeordnet und bezeichnet eine (oft auch die im Sinne der Inklusion maximale) Menge von Punkten im Definitionsbereich, in denen die Funktionenreihe punktweise konvergiert. Konvergenzgebiete sind Gebiete, also offene, zusammenhängende Teilmengen von Konvergenzbereichen. Die Begriffe Konvergenzbereich und -gebiet verallgemeinern die Begriffe „Konvergenzintervall“ bzw. „Konvergenzkreisscheibe“ aus der elementaren, reellen Analysis und der elementaren Funktionentheorie. Konvergenzkriterien für Funktionenfolgen und -reihen werden aus historischen Gründen gelegentlich als (verallgemeinerte) Cauchy-Hadamard-Formeln bezeichnet. Der klassische Satz von Cauchy-Hadamard formuliert solche Kriterien für komplexe Potenzreihen.

## Häufig gebrauchte Funktionenreihen
Die im Folgenden betrachteten Reihen sind immer als komplexe Reihen zu verstehen, das heißt ihre Koeffizienten sind komplex, die unabhängige Variable ist komplex, die Glieder der Reihen sind auf einer Teilmenge von {\displaystyle \mathbb {C} } definierte Funktionen und ihre Konvergenzgebiete und -bereiche sind Teilmengen von {\displaystyle \mathbb {C} }. Die Reihen selbst stellen natürlich nur dann Funktionen dar, wenn ihr maximaler Konvergenzbereich nicht leer ist.
- Für eine Potenzreihe ist das maximale Konvergenzgebiet eine offene Kreisscheibe um den Entwicklungspunkt {\displaystyle z_{0}}, deren Radius Konvergenzradius {\displaystyle \rho \in \mathbb {R} _{+}\cup \lbrace \infty \rbrace } genannt wird oder (für {\displaystyle \rho =0}) ihr maximaler Konvergenzbereich ist {\displaystyle \lbrace z_{0}\rbrace }, dann besitzt sie kein Konvergenzgebiet.
- Für eine Laurentreihe ist das maximale Konvergenzgebiet ein offener Kreisring um den Entwicklungspunkt oder es gibt kein Konvergenzgebiet.
- Für eine Dirichletreihe ist das maximale Konvergenzgebiet {\displaystyle H} eine „rechte“ Halbebene, die in der komplexen Zahlenebene durch {\displaystyle H=\lbrace z\in \mathbb {C} ,\operatorname {Re} (z)>\sigma _{0}\rbrace } gegeben ist. Die Zahl {\displaystyle \sigma _{0}\in \mathbb {R} \cup \lbrace -\infty \rbrace } heißt die Konvergenzabszisse der Dirichletreihe. Auch im Falle {\displaystyle \sigma _{0}=+\infty } spricht man von einer (formalen) Dirichletreihe mit dieser Konvergenzabszisse, allerdings konvergiert diese in keinem Punkt von {\displaystyle \mathbb {C} }, daher besitzt sie auch keine Konvergenzgebiete und ihr einziger und maximaler Konvergenzbereich ist die leere Menge.

Sofern überhaupt ein Konvergenzgebiet existiert, gilt in all diesen drei Fällen:
- Es existiert genau ein maximales Konvergenzgebiet (das Konvergenzgebiet).
- Die Reihe konvergiert auf jedem Konvergenzgebiet kompakt.
- Der maximale Konvergenzbereich ist eine Teilmenge der abgeschlossenen Hülle des maximalen Konvergenzgebietes und also
- ist das maximale Konvergenzgebiet genau das Innere des maximalen Konvergenzbereiches.
- Die Reihe divergiert in jedem Punkt, der nicht in der abgeschlossenen Hülle des maximalen Konvergenzgebietes liegt.
- Es gibt Reihen, die in einigen, aber nicht in allen Punkten, die auf dem Rand des maximalen Konvergenzgebietes liegen, konvergieren. Die Konvergenz in einem solchen Randpunkt kann auch absolut sein, ohne dass sich daraus direkt auf das Konvergenzverhalten in anderen Randpunkten schließen lässt.

## Verallgemeinerung für metrische Räume
Sei {\displaystyle (M,d)} ein metrischer Raum und {\displaystyle (E,\|\cdot \|)} ein Banachraum. Es sei eine Folge von stetigen Funktionen {\displaystyle f_{n}\colon M\to E} gegeben. Dann
- konvergiert die Reihe {\displaystyle \textstyle \sum _{n=0}^{\infty }f_{n}} im Punkt {\displaystyle x\in M}, falls die Folge der Partialsummen {\displaystyle \textstyle S_{k}(x):=\sum _{n=0}^{k}f_{n}(x)}, die eine Punktfolge im Wertebereich {\displaystyle E} ist, konvergiert.
- konvergiert die Reihe {\displaystyle \textstyle \sum _{n=0}^{\infty }f_{n}} absolut im Punkt {\displaystyle x\in M}, falls die Zahlenreihe über die Normen der Summanden {\displaystyle \textstyle \sum _{n=0}^{\infty }\|f_{n}(x)\|} konvergiert.

Jede Menge von Punkten {\displaystyle x\in M}, in denen Konvergenz vorliegt, wird Konvergenzbereich genannt. Jede Zusammenhangskomponente des Inneren der Menge aller Punkte, in denen die Folge konvergiert, ein maximales Konvergenzgebiet.
Bemerkung: In Randpunkten eines Konvergenzgebietes oder eines Konvergenzbereiches muss keine absolute Konvergenz vorliegen, die entsprechende Reihe kann im Wertebereich sogar divergent sein.

## Der klassische Satz von Cauchy-Hadamard
Die folgenden Aussagen über die Konvergenzbereiche von komplexen Potenzreihen wurden (im Wesentlichen) zunächst von Augustin Louis Cauchy 1821 formuliert, aber allgemein kaum zur Kenntnis genommen (Bernhard Riemann verwendete sie allerdings 1856 in seinen Vorlesungsnotizen), bis sie von Jacques Hadamard wiederentdeckt wurden.  Dieser veröffentlichte sie 1888. Daher werden sie (und einige moderne Verallgemeinerungen) als Formel oder auch Satz von Cauchy-Hadamard bezeichnet. Modern, aber noch ohne Verallgemeinerungen auf andere als Potenzreihen formuliert, besagt der Satz von Cauchy-Hadamard:
Sei {\displaystyle M=\mathbb {C} }, {\displaystyle E=\mathbb {C} } und {\displaystyle f_{n}(x)=c_{n}\cdot x^{n}} mit {\displaystyle c_{n}\in \mathbb {C} } für jedes {\displaystyle n\in \mathbb {N} }, d. h. die Funktionenreihe {\displaystyle \textstyle \sum _{n=0}^{\infty }f_{n}(x)=\sum _{n=0}^{\infty }c_{n}x^{n}} sei eine komplexe Potenzreihe. Dann gilt:
1. Die offene Kreisscheibe {\displaystyle B(0,r)} um den Nullpunkt mit Radius {\displaystyle r>0} gehört zum maximalen Konvergenzbereich, falls {\displaystyle \left|c_{n}\right|\cdot r^{n}<1} für  alle bis auf endlich viele {\displaystyle n\in \mathbb {N} } erfüllt ist.
2. Das Komplement der abgeschlossenen Kreisscheibe {\displaystyle B(0,R)} schneidet den maximalen Konvergenzbereich nicht, wenn {\displaystyle \left|c_{n}\right|\cdot R^{n}>1} für unendlich viele {\displaystyle n\in \mathbb {N} } gilt.
3. Es gibt einen Radius, bei dem sich die beiden vorgenannten Aussagen „treffen“. Als Konvergenzradius wird {\displaystyle \textstyle \rho =(\limsup _{n\to \infty }{\sqrt[{n}]{|c_{n}|}})^{-1}} bezeichnet, falls der limes superior als reelle Zahl, also im eigentlichen Sinn existiert und nicht 0 ist. Ist der limes superior 0, dann ist der Konvergenzradius {\displaystyle \rho =+\infty }, ist der limes superior {\displaystyle +\infty }, dann ist der Konvergenzradius {\displaystyle \rho =0}. Der maximale Konvergenzbereich der Potenzreihe enthält die offene Kreisscheibe um 0 mit Radius {\displaystyle \rho }. Im Falle {\displaystyle \rho =0} ist dies die leere Menge, sonst das maximale Konvergenzgebiet.
4. Die Potenzreihe konvergiert in allen Punkten, deren Abstand zur Null kleiner als der Konvergenzradius {\displaystyle \rho } ist. Außerdem divergiert sie in allen Punkten, deren Abstand größer {\displaystyle \rho } ist. Über die Konvergenz in Punkten, deren Abstand zum Nullpunkt genau {\displaystyle \rho } ist (d. h. die Kreislinie mit diesem Radius), kann keine allgemeine Aussage gemacht werden.

Die letzte Aussage gilt sinngemäß ebenso für die Randpunkte der maximalen Konvergenzbereiche von Laurent- und Dirichletreihen. Auch deren maximales Konvergenzgebiet kann durch geeignete limites superiores berechnet werden.

## Majoranten- und Minorantenkriterium
Die folgenden Konvergenzkriterien wurden ursprünglich für Potenzreihen formuliert und auf ihnen beruht die klassische Form des Satzes von Cauchy-Hadamard. Sie gelten in der hier gegebenen Formulierung jedoch auch allgemeiner unter den oben im Abschnitt #Verallgemeinerung für metrische Räume formulierten Bedingungen.
1. (Majorante) Gibt es eine konvergente Reihe {\displaystyle \textstyle \sum _{n=0}^{\infty }a_{n}} mit positiven reellen Gliedern und ein Gebiet {\displaystyle G\subseteq M} mit {\displaystyle \|f_{n}(x)\|\leq a_{n}} für alle {\displaystyle x\in G} und alle bis auf endlich viele {\displaystyle n\in \mathbb {N} }, so ist {\displaystyle G}  Teilmenge eines maximalen Konvergenzgebietes. Die Konvergenz ist auf {\displaystyle G} absolut, gleichmäßig und kompakt, damit ist die durch die Reihe auf {\displaystyle G} definierte Grenzfunktion {\displaystyle F} auf {\displaystyle G} stetig, falls dies für alle bis auf endlich viele Partialsummen gilt.
2. (Minorante) Ist {\displaystyle \textstyle \sum _{n=0}^{\infty }b_{n}} eine divergente Reihe mit positiven reellen Gliedern und gilt auf einem Gebiet {\displaystyle H\subseteq M} die Ungleichung {\displaystyle \|f_{n}(x)\|>b_{n}} für alle {\displaystyle x\in H} und für alle bis auf endlich viele {\displaystyle n\in \mathbb {N} }, so ist {\displaystyle H} im Komplement des maximalen Konvergenzbereiches als Teilmenge enthalten.
3. (Limitierung) Ist das Majorantenkriterium auf einem Gebiet {\displaystyle G} erfüllt und sind alle Partialsummen der Funktionenreihe stetig auf {\displaystyle G} und ist das Majorantenkriterium auch noch für einen Randpunkt {\displaystyle x_{0}\in \partial G} (gegebenenfalls nach stetiger Fortsetzung der auf {\displaystyle G} stetigen Partialsummen) erfüllt, dann konvergiert die Funktionenreihe auch in {\displaystyle \!\,\lbrace x_{0}\rbrace \cup G} gleichmäßig und die Grenzfunktion {\displaystyle F} ist stetig bzw. stetig fortsetzbar auf {\displaystyle \lbrace x_{0}\rbrace \cup G} und für die Grenzfunktion bzw. ihre Fortsetzung gilt

{\displaystyle F(x_{0})=\lim _{N\to \infty }\lim _{x\to x_{0} \atop x\in G}\sum _{n=0}^{N}f_{n}(x)=\lim _{x\to x_{0} \atop x\in G}\lim _{N\to \infty }\sum _{n=0}^{N}f_{n}(x)}

## Beispiele
- Die Potenzreihe der natürlichen Exponentialfunktion {\displaystyle \textstyle \exp(z):=\sum _{n=0}^{\infty }{\frac {z^{n}}{n!}},z\in \mathbb {C} } konvergiert überall absolut, ihr Konvergenzradius ist also {\displaystyle \rho =+\infty .} Die Konvergenz auf {\displaystyle \mathbb {C} } ist absolut, kompakt und lokal gleichmäßig, aber nicht gleichmäßig.
- Die formale Potenzreihe {\displaystyle \textstyle \sum _{n=0}^{\infty }{\frac {a(a-1)\dots (a-n+1)}{n!}}z^{n},z\in \mathbb {C} } konvergiert im Inneren der Einheitskreisscheibe absolut gegen {\displaystyle (1+z)^{a}}. Für {\displaystyle a\in \mathbb {N} _{0}} ist ihr maximales Konvergenzgebiet die Menge der komplexen Zahlen ({\displaystyle \rho =+\infty }), ansonsten genau dieser Einheitskreis ({\displaystyle \rho =1}).
- Die formale Dirichletreihe der Riemannschen Zetafunktion {\displaystyle \textstyle \zeta (s)=\sum _{n=1}^{\infty }n^{-s},s\in \mathbb {C} } hat die Konvergenzabszisse {\displaystyle \sigma _{0}=1}. Für den Randpunkt {\displaystyle s=1} des maximalen Konvergenzgebietes {\displaystyle G=\lbrace s\in \mathbb {C} |\operatorname {Re} (s)>1\rbrace } ist diese Dirichletreihe die divergente harmonische Reihe.

### Lehrbücher
- Heinrich Behnke, Friedrich Sommer: Theorie der analytischen Funktionen einer komplexen Veränderlichen. Studienausgabe der 3. Auflage. Springer, Berlin u. a. 1976, ISBN 3-540-07768-5.
- Harro Heuser: Funktionalanalysis. Theorie und Anwendung. 3., durchgesehene Auflage. Teubner, Stuttgart 1992, ISBN 3-519-22206-X. – Inhaltsverzeichnis.
- Harro Heuser: Lehrbuch der Analysis. 14., aktualisierte Auflage. Band 2. Vieweg und Teubner, Wiesbaden 2008, ISBN 978-3-8351-0208-8. – Inhaltsverzeichnis.

### Zur Geschichte des Satzes von Cauchy-Hadamard
- Umberto Bottazzini: The Higher Calculus. A History of Real and Complex Analysis from Euler to Weierstrass. Translated by Warren van Egmond. Springer, New York NY u. a. 1986, ISBN 0-387-96302-2 (italienisch).
- Jacques Hadamard: Sur le rayon de convergence des séries ordonnées suivant les puissances d'une variable. In: Comptes Rendus Hebdomadaires des Séances de l'Académie des Sciences. Band 106, 1888, ISSN 0001-4036, S. 259–262 (französisch). Digitalisat.